# Taurinivorans muris
„Taurinivorans muris“ ist der von Huimin Ye, Alexander Loy et al. 2023 vorgeschlagene Name für eine Spezies (Art) von Bakterien aus der Familie Desulfovibrionaceae (Ordnung Desulfovibrionales) mit Referenzstamm LT0009 (alias DSM 111569 oder JCM 34262). Die (autoritative) List of Prokaryotic names with Standing in Nomenclature (LPSN) hat sich diesem Vorschlag als „preferred name“ angeschlossen, allerdings liegt derzeit (Dezember 2023) noch keine gültige Veröffentlichung vor.
In der Genome Taxonomy Database (GTDB) wird diese Spezies abweichend als Mailhella sp003512875 mit Referenzstamm UBA8003 der Schwestergattung „Mailhella“ zugewiesen Näheres siehe Systematik.
Die Taxonomie des National Center for Biotechnology Information (NCBI) führt „Taurinivorans muris“ (Stamm LT0009) unter der Bezeichnung Desulfovibrionaceae bacterium LT0009 als Mitglied der Desulfovibrionaceae ohne nähere Zuordnung; der Stamm UBA8003 gilt dort als nicht-klassifiziertes Mitglied der Typusgattung Desulfovibrio dieser Familie.

## Beschreibung

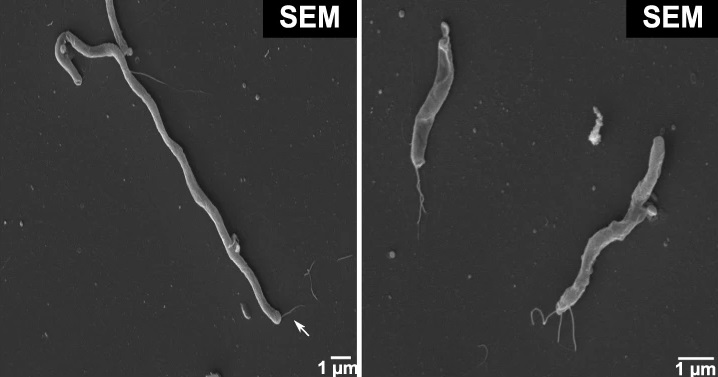
REM-Aufnahmen von „Ca. T. muris“ LT0009, Zellen mit unterschiedlicher Länge zeigend.

Der Bakterienstamm LT0009 (Ca. Taurinivorans muris) ist ein von Huimin Ye, Alexander Loy et al. im September 2023 bei Mäusen beschriebenes Darmbakterium, das sich ausschließlich von der Aminosulfonsäure Taurin ernährt und dabei Schwefelwasserstoff (H2S) produziert (ein sog. „Darmsulfidogen“). Es ist damit einer der wichtigsten Taurinverwerter beim Menschen.
LT0009 unterscheidet sich vom bekannten menschlichen Darmsulfidogen Bilophila wadsworthia durch seine speziellen Schwefelstoffwechselwege und sein Wirtsspektrum. Das Bakterium ist obligat auf Taurin angewiesen, ein Umstand, der für die vorgeschlagene Gattung namensgebend war. Das Bakterium hat offenbar eine Schutzfunktion gegen einige bedeutende bakteriellen Krankheitserreger, insbesondere aus den Gattungen Klebsiella und Salmonella.
In der Leber werden neben anderen auch taurinhaltige Gallensäuren (sog. Taurin-konjugierte Gallensäuren, z. B. Taurocholsäure, englisch Taurocholic acid und Taurochen-Desoxycholsäure, engl. Taurochenodeoxycholic acid) produziert. Die Gallensäuren werden bei fettreicher Ernährung vermehrt in den Darm abgegeben, um unserem Körper bei der Fettverdauung zu helfen. Um im Darm genügend Taurin zu erhalten, benötigt das Bakterium LT0009 allerdings die Hilfe anderer Darmmikroben, die das in diesen Gallensäuren gebundene Taurin freisetzen. Die Aktivitäten der Bakterien im Darm beeinflussen wiederum den Gallensäurestoffwechsel in der Leber. Der Schutzmechanismus des Stamms LT0009 gegen Krankheitserreger könnte über Schwefelwasserstoff erfolgen, ist aber noch nicht vollständig geklärt.
Geringe Mengen an Schwefelwasserstoff sind für eine Reihe physiologischer Prozesse unerlässlich und können sogar vor Krankheitserregern schützen. Daher können Schwefelwasserstoff produzierende Mikroben im Darm dazu beitragen, es aeroben (sauerstoffabhängigen) Krankheitserregern wie Klebsiella schwieriger zu machen, sich dort anzusiedeln. Niedrige mikromolare Konzentrationen von H2S im Darm wirken entzündungshemmend und tragen zum natürlichen Gleichgewicht (Homöostase) und zur Reparatur der Darmschleimhaut bei; es wirkt z. B. als Antioxidans in zellulären Redoxprozessen.
Andererseits kann ein zu hoher Gehalt an H2S negative Folgen haben und wird mit Darmentzündungen (wie Appendizitis alias „Blinddarmentzündung“) und Schäden an der Darmschleimhaut in Verbindung gebracht. Insbesondere haben sulfidogene Bakterien, die entweder organische Schwefelverbindungen wie die „kanonische“ Aminocarbonsäure Cystein verstoffwechseln oder anaerob organische bzw. anorganische Schwefelverbindungen (wie Taurin, Sulfat, Sulfit oder Tetrathionat) im Darm „veratmen“, eine höhere H2S-Produktionskapazität und sind daher nur potenziell schädlich für ihre Wirte.

## Genom
Das Genom von LT0009 wurde von Ye, Loy et al. (2023) sequenziert und die von ihm kodierten Gene rekonstruiert. Das Genom hat eine Größe von 2,2 Mbp (Megabasenpaaren) bei einem G+C-Gehalt von 43,6 %. Es umfasst 2.059 proteinkodierende Gene, 56 tRNA-Gene, 4 rRNA-Operons (für die 5S-, 16S- und 23S-rRNA-Untereinheiten), 4 Pseudogene und 6 sonstige RNA-Gene.

## Systematik
Die (autoritative) List of Prokaryotic names with Standing in Nomenclature (LPSN) unterscheidet ebenso wie die Autoren Ye, Loy et al. (September 2023) die beiden (bisher nicht offiziell veröffentlichten, d. h. kultivierten) Gattungen „Mailhella“ und „Taurinivorans“. Die Typspezies sind „Mailhella massiliensis“ (Referenzstamm Marseille-P3299) respektive „Taurinivorans muris“ (Referenzstamm LT0009). Der Stamm UBA8003 wird von Ye, Loy et al. als weiterer Vertreter von „T. muris“ angesehen.
Die Genome Taxonomy Database (GTDB) kennt dagegen nur die Gattung „Mailhella“ (Typspezies und Referenzstamm wie oben), nicht aber „Taurinivorans“. Der Stamm LT0009 ist dort nicht bekannt, der Stamm UBA8003 wird aber als Referenzstamm einer „Mailhella sp003512875“ genannten Spezies geführt. Offenbar betrachtet die GTDB „Taurinivorans“ als Junior-Synonym zum älteren Gattungsnamen „Mailhella“. In der Tat zeigt Ye, Loy et al. (2023) Fig. 1b, dass der phylogenetische Abstand der beiden Gattungen in etwa so groß ist wie die Abstände innerhalb der Gattung Desulfovibrio, was die Synonymisierung in der GTDB unterstützt.
Fig. 1b Ye, Loy et al. (2023) unterstützt auch die Zuordnung der Stämme LT0009 und UBA8003 zur selben Spezies. Unter dieser Voraussetzung sind die Artbezeichnungen „Taurinivorans muris“ und „Mailhella sp003512875“ synonym (allerdings mit verschiedenen Referenzstämmen); als weiteres Synonym kommt dann die Bezeichnung Desulfovibrionaceae bacterium LT0009 aus der Taxonomie des National Center for Biotechnology Information (NCBI) hinzu.
Nach der Argumentation von Ye, Loy et al. (2023) bildet LT0009 mit anderen 16S-rRNA-Gensequenzen aus dem Darm von Mäusen und anderen Wirten eine monophyletische Linie auf Gattungsebene (mehr als 94,5 % Ähnlichkeit). Der Stamm hat aber weniger als 92 % Ähnlichkeit in den 16S-rRNA-Gensequenzen mit den am nächsten verwandten Stämmen Marseille-P3669 und Marseille-P3199 (Referenzstamm von „Mailhella massiliensis“), die aus menschlichen Fäkalien isoliert wurden.
Unabhängig von diesen Detailfragen gibt es die übereinstimmende Ansicht, dass diese Spezies bzw. Stämme alle zur Familie Desulfovibrionaceae der Ordnung Desulfovibrionales gehören. Diese ist gemäß LPSN Mitglied der Klasse Deltaproteobacteria im Phylum Pseudomonadota (früher genannt Proteobakterien). In der GTDB sind die Desulfovibrionales dagegen in einer eigenen Klasse Desulfovibrionia im Phylum Desulfobacterota angesiedelt, und in der Taxonomie des NCBI werden die Desulfovibrionales ebenfalls in der Klasse Desulfovibrionia gesehen, das Phylum wird dort als Thermodesulfobacteriota (mit Synonym Desulfobacterota) bezeichnet.
Die Unterscheidung der beiden Gattungen nach den Autoren Ye, Loy et al. (2023) sowie der (autoritativen) LPSN vorausgesetzt, ergibt sich für die nähere Verwandtschaft von „T. muris“ folgende Systematik (G=GTDB, L=LPSN, N=NCBI-Taxonomie, Y=Ye, Loy et al., 2023):
Ordnung Desulfovibrionales
- Familie Desulfovibrionaceae
  - Gattung Desulfovibrio (Typusgattung)
    - Spezies Desulfovibrio desulfuricans (Typusart)
      - Stamm: Adams Essex 6 alias ATCC 29577, DSM 642, … (Referenz)

  - Gattung Bilophila

  - Gattung „Mailhella“ Ndongo et al. 2017 (L,Y)[13]
    - Spezies „Candidatus Mailhella excrementigallinarum“ Gilroy et al. 2021(G,L)
      - Stamm BRZ_DA__bin33(G,L) (Referenz),(G)
      - Stamm 708(L,N) (Referenz)(L)
      - Stämme SRS10476986__bin117; dsm_us_coassembly__bin107;(N) CIM:MAG 900;(G) …

    - Spezies „Mailhella massiliensis“ Ndongo et al. 2017 (Typusart)(G,L,Y,N)[13]
      - Stamm: Marseille-P3199 alias Marseille P3199, LT598584 oder CSUR:P3199 (Referenz, GCA_900155525.1)(G,L,Y)[14]
      - Stämme C2_bin.20.fa; E11__bin9(G,N)

    - Spezies „Mailhella massiliensis_A“ (abgetrennt)(G)
      - Stamm ChiGjej2B2-19336(G,N) (Referenz(G))

    - Spezies „Candidatus Mailhella merdavium“ Gilroy et al. 2021(L,N)
      - Stamm ChiBcec6-11642 (Referenze)(G,L,N)
      - Stämme S4_Bin8;[A. 6] E0_DP__bin128; …(G,N)
      - Stämme ERR4316493_bin.41_MetaWRAP_v1.3_MAG, …(N)

    - Spezies „Candidatus Mailhella merdigallinarum“ Gilroy et al. 2021(G,L,N)
      - Stamm CHK186-16707(G,L,N) (Referenz)(L)
      - Stamm UMGS344 (Referenz)(G,N)[A. 7]
      - Stämme CIM:MAG 1040, …(G,N)[A. 8] (QAKC00000000.1)(N)
      - Stämme dsm_us_coassembly__bin73, … (N)

    - Spezies „Mailhella sp. Marseille-Q3435“(N)
      - Stamm Marseille-Q3435 (Referenz, MT799857.1)(N) – nicht in der GTDB

    - Stämme/Isolate ohne Zuordnung zu einer Spezies
      - Stamm 2A-dyr16-07-101205.6, Maus-single-MAG, China(Y,N) (CASIYV000000000.1)(N)
      - Stamm SRR7691169.24, Maus-extra-MAG(Y)

  - Gattung „Taurinivorans“ Ye et al. 2023(L,Y)
    - Spezies „Taurinivorans muris“ Ye et al. 2023(L,Y) synonym „Mailhella sp003512875“,(G) inkl. Desulfovibrionaceae bacterium LT0009(N)
      - Stamm LT0009 (L,Y) alias JCM 34262(L) oder DSM 111569(L) (Referenz,(L,Y) CP065938.1(N))
      - Stamm UBA8003(G,Y) Maus-MAG (Referenz, GCA_003512875.1)(G)
      - Stamm SRR4116659.59, Maus-extra-MAG(Y)
      - Stämme RACS_020(G) (WSMI00000000.1);(N) MGBC110404(G) (CAJTRX000000000.1)(N)

    - Spezies „Desulfovibrionaceae bacterium Marseille-P3669“(N)[15]
      - Stamm Marseille-P3669 (LT725664.1)(N)

    - ohne Zuordnung zu einer Spezies
      - Stamm SRR4116662.45, Maus-extra-MAG(Y)
      - Stamm D-Fe10-120416.2, Maus-single-MAG, China(Y)

  - Gattung Lawsonia

Die in Klammern angegebenen Nummern beziehen sich auf die Genbank (NCBI Nucleotide) und GTDB Taxonomy Database.

## Web
- [https://fems-microbiology.org/new-bacteria-discovered-in-2023/

1. FEMSmicroBlog: New bacteria discovered in 2023]